# 兵庫県立丹波年輪の里
兵庫県立丹波年輪の里（ひょうごけんりつ たんばねんりんのさと）は、兵庫県丹波市にある「木とのふれあい」をテーマとする”文化・スポーツ・レクリェーション活動”のための施設。1988年（昭和63年）4月12日に開苑した。木工クラフトや絵画などの文化教室も開催している。
主催の展覧会「丹波の森ウッドクラフト展」（旧全国ウッドクラフト公募展）は、国内随一の「木工クラフト作品公募展」として知られる。各部門グランプリ作品には文部科学大臣賞、準グランプリ作品には兵庫県知事賞などが授与され、東京・神戸・春日井などで巡回展が開催される。

## 設置目的
木とのふれあいの中で、勤労青少年の文化活動、スポーツ活動およびレクレーション活動を促進し、あわせて勤労者を始め広く県民に憩いの広場を提供するとともに、林産業界の振興に寄与することを目的としている。

## 沿革
（下記年表の出典）
1988年（昭和63年）
- 4月 - 丹波年輪の里竣工式典を挙行
- 4月 - 常陸宮ご夫妻ご来苑
- 4月 - ホロンピア’88「北摂丹波の祭典」のイベントとして「21世紀をになう青少年祭」を開催
- 4月 - ウイーン市公園局長パウエル・シーラー氏来苑
- 8月 - 入苑者10万人達成
- 10月 -「第1回 全国ウッドクラフト公募展[注 1]」開催（以後、現在まで毎年開催）第2回 国民文化祭ひょうご’88の事業として開催「子供娯楽園」を寄贈
- 12月 -「子供娯楽園」完成

1991年（平成3年）
- 10月 - 旧ソ連ハバロフスク地方友好代表団来苑

1992年（平成4年）
- 3月 - ソーラー時計完成
- 5月 - 開苑5周年記念 ツインツリーの植樹(クロガネモチ)
- 9月 -「第1回 クラフトフェスティバル IN たんば’92」開催(以後、現在まで毎年開催。平成7年より「アート・クラフトフェスティバル IN たんば」に改称)
- 10月 - 入苑者100万人を突破

1993年（平成5年）
- 1月 - 森林文化祭国民会議等参加者来苑：ウイーン13区 ハインツ・ゲルトバッハ区長ほか20名

1995年（平成7年）
- 2月 - 阪神・淡路大震災被災者支援「竹とんぼ教室」開催（神戸市灘区・西宮市・伊丹市・宝塚市）

1997年（平成9年）
- 5月 - 入苑者200万人を突破
- 10月 - 開苑10周年記念「第10回 全国ウッドクラフト公募展」開催。同記念巡回展開催 11月:東京会場 12月:神戸会場 1月:愛知春日井会場 1月:丹波の森公苑

1998年（平成10年）
- 5月 - 第1回 木木(もくもく)市開催(5月23日・24日)

1999年（平成11年）
- 9月 - 集中豪雨、柏原川堤防決壊し、苑内に濁流が入る。

2001年（平成13年）
- 3月 - ざいもくやさんのフェスティバル開催(3月25日)
- 8月 - 入苑者300万人を突破

2002年（平成14年）
- 4月 - 開苑15周年・春のフェスティバル開催(4月13日・14日)

2003年（平成15年）
- 8月 - 第10回記念 竹とんぼ競技大会開催(8月24日)

2004年（平成16年）
- 7月 - イベント広場照明設備改修

2005年（平成17年）
- 3月 - 緊急雇用創出事業　苑内環境整備を実施。
- 3月 - 子ども娯楽園解体撤去。アトリエB棟1棟を、同娯楽園の装飾品、レリーフなどの展示施設として改修。
- 4月 - 「ハバロフスクの館」開館
- 11月 - 入苑者400万人を突破

2006年（平成18年）
- 4月 - 芝生広場 グラウンドゴルフ開業
- 11月 -「第1回 丹波年輪の里杯グラウンドゴルフ大会」開催

2007年（平成19年）
- 9月 -「第20回 丹波の森ウッドクラフト展」開催。一般の部：9月15日～9月30日、ジュニアの部：10月21日～11月4日
- 12月 - 丹波の森ウッドクラフト展 第20回 記念特別展 恐竜の世界（集まれ丹波恐竜）開催：12月9日～12月24日

2009年（平成21年）
- 4月 - 指定管理者（財）兵庫丹波の森協会に移管

2010年（平成22年）
- 6月 - 入苑者500万人を突破

2011年（平成23年）
- 5月3日～5日 -「ゴールデンウィークフェスタ」開催

丹波木づくり手づくり市開催 ※平成27年「ウッドワーカーズクラフト」に改称
2012年（平成24年）
- 4月 - 公益財団法人兵庫丹波の森協会が、当苑の指定管理者となる。
- 4月 - 第1回 座っ展 -丹波でうまれた木の椅子- 開催
- 5月 - 第1回 大丹波木づくり市手づくり市開催

2015年（平成27年）
- 3月 - 大改修整備工事実施完了（クラフト館外壁大壁を改修、照明LED化、空調設備更新、工作機械自動鉋盤、手押し鉋盤更新、木の館消防非常用ポンプ更新、レストラン棟前池整備）

2016年（平成28年）
7月 - 入苑者600万人を突破
2017年（平成29年）
- 9月 -「第30回 丹波の森ウッドクラフト展」開催[5]。

2018年（平成30年）
- 2月3日～18日 -「第1回 こころを届けるたんば絵てがみコンクール」開催

2020年（令和2年）
- 4月 - 新型コロナウイルス感染症が蔓延し、緊急事態宣言発出による休館措置を行う。感染症拡大防止のため、「アート・クラフトフェスティバル」や「ウッドクラフト展」など、様々なイベントが中止となる。

2022年（令和4年）
- 4月 - 「木のおもちゃ展示館」開館[6][7] ※「ハバロフスクの館」を改修

## 施設
（下記の出典）
- 木の館：（多目的ホール・会議室・研修室・展示室・事務所等）
- クラフト館：（工作室）
- アトリエ棟(2棟)：（創作活動・サークル活動・ギャラリー スペース）
- 木のおもちゃ展示館：（ハバロフスクの館（ロシアのハバロフスク地方の資料展示館）を改修）
- 芝生広場：（散歩・ピクニック・クラフト作品の野外展示場・グラウンドゴルフ）
- わんぱく広場：（空中回廊がある広場）
- イベント広場：（スポーツ、レクリェーション等各種イベントに対応、ナイター設備完備）
- レストラン「ウッディーハウス 奏旬館」
- 喫茶

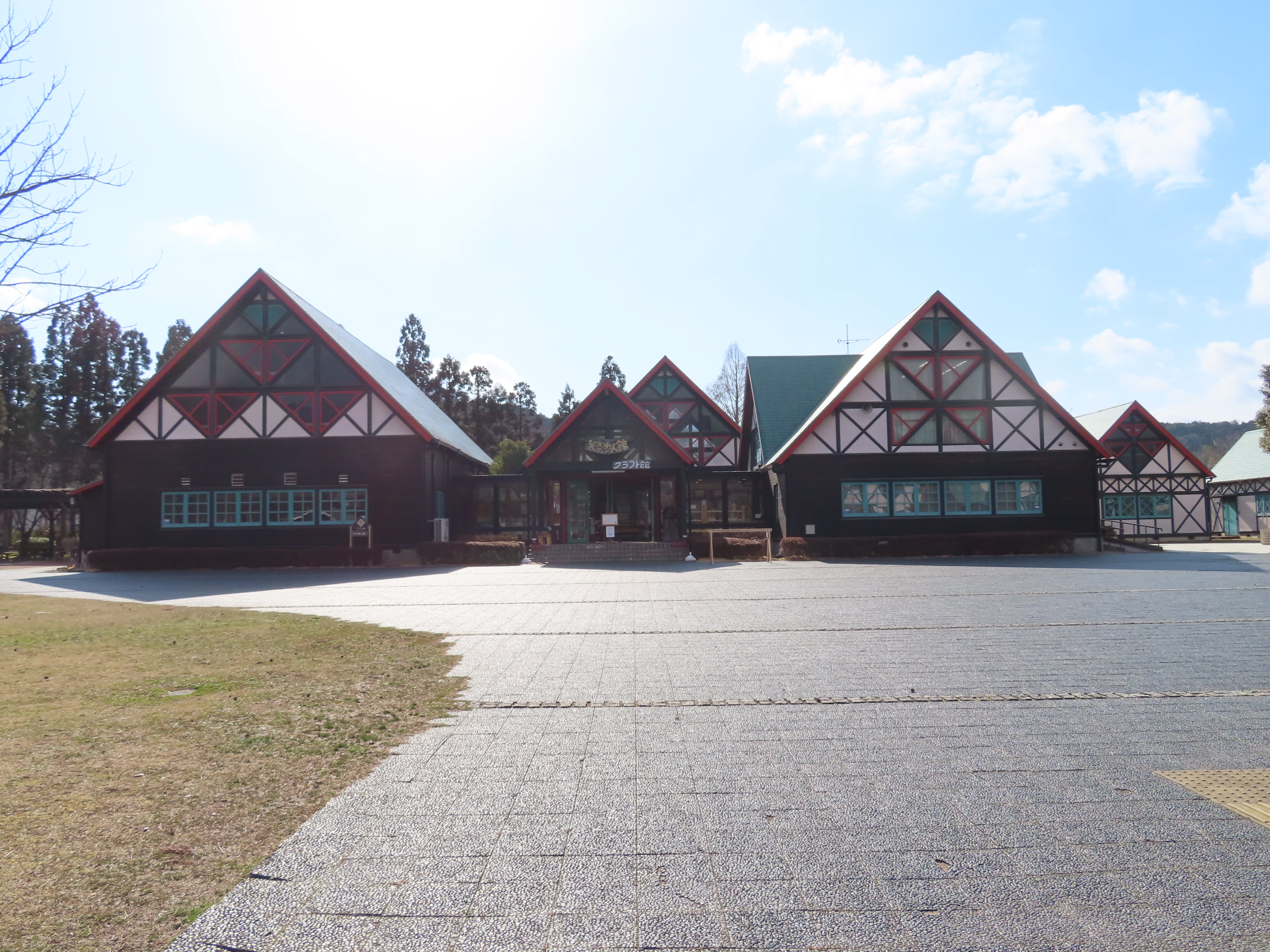
クラフト館
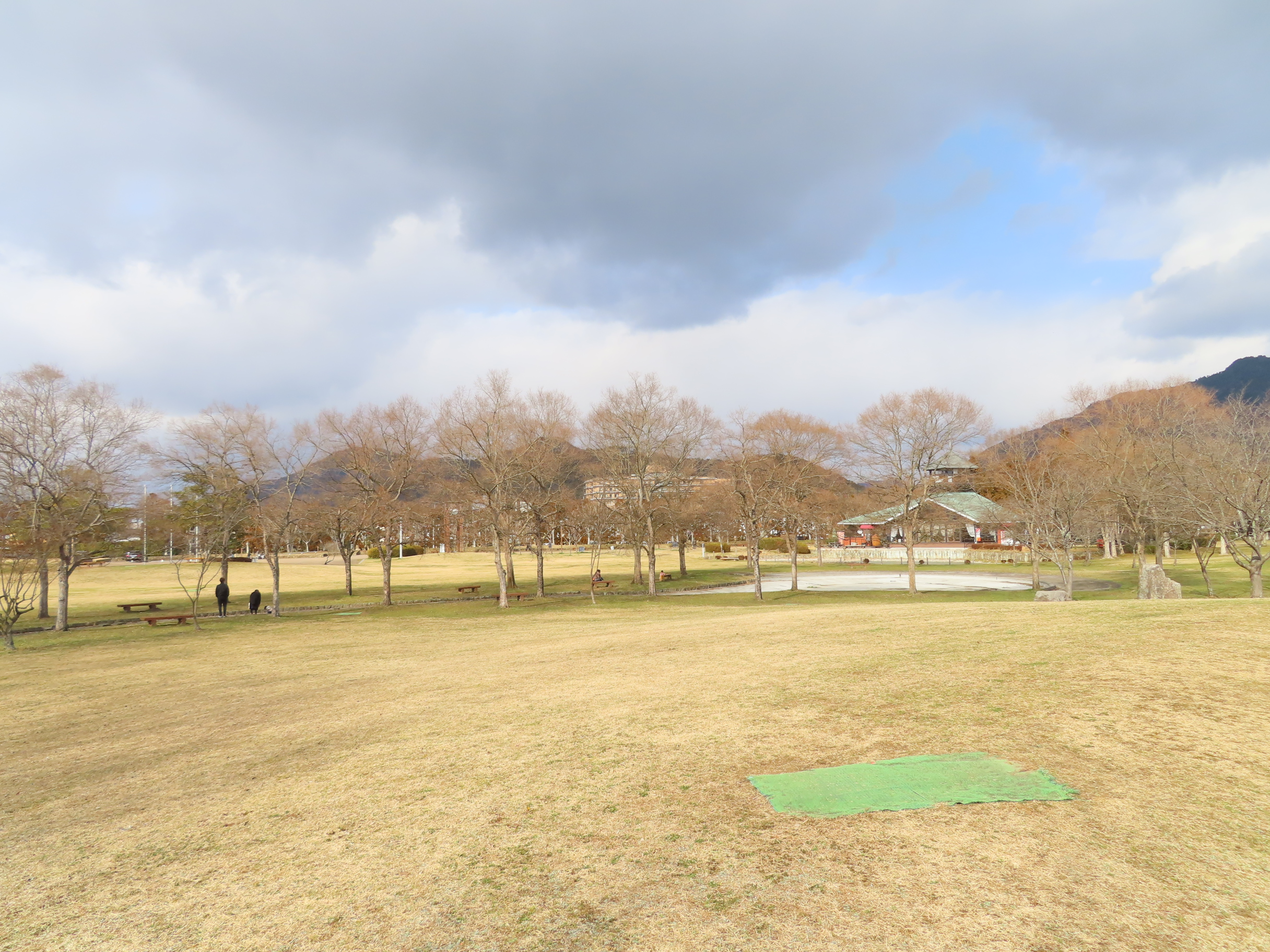
芝生広場
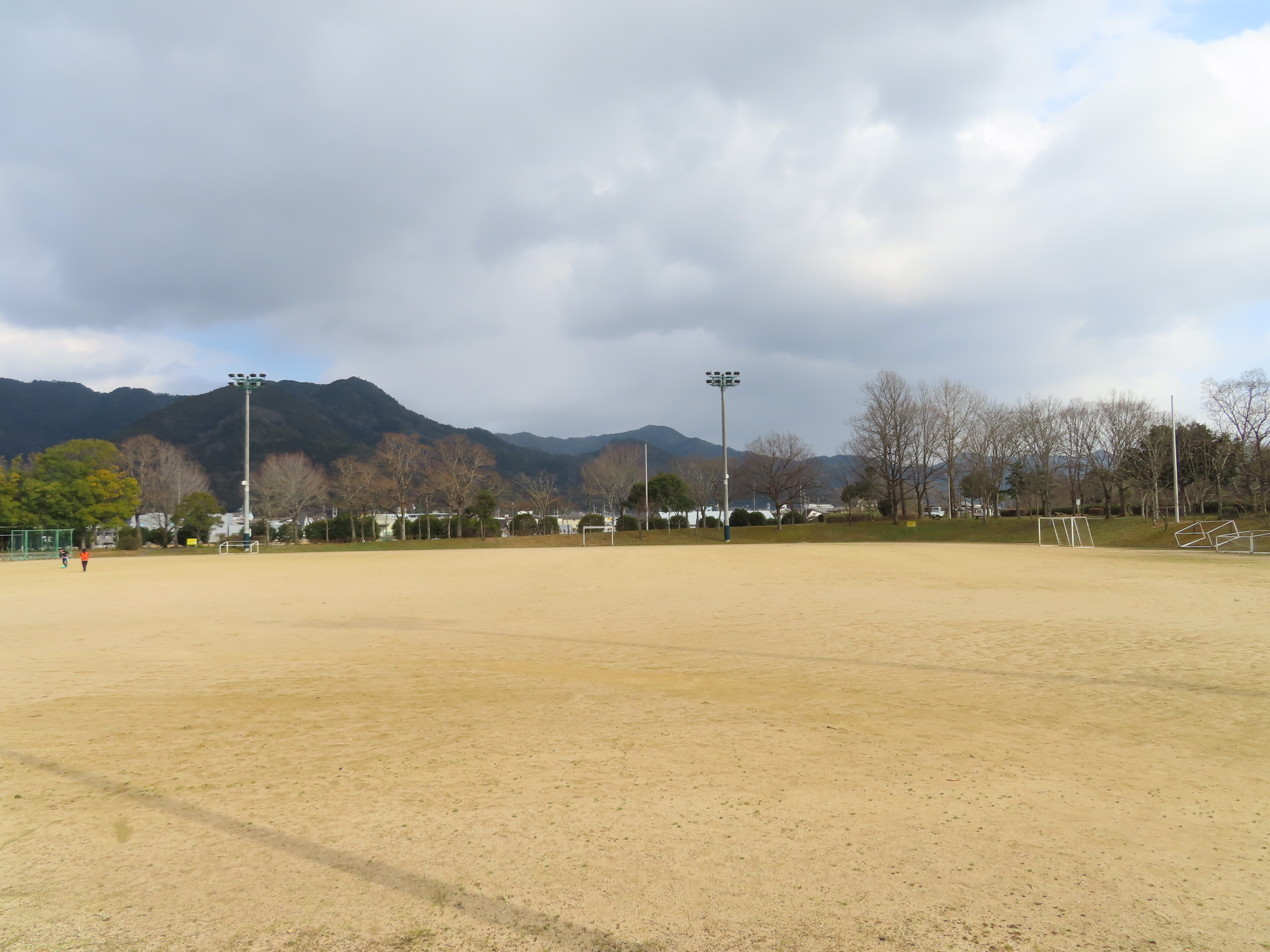
イベント広場
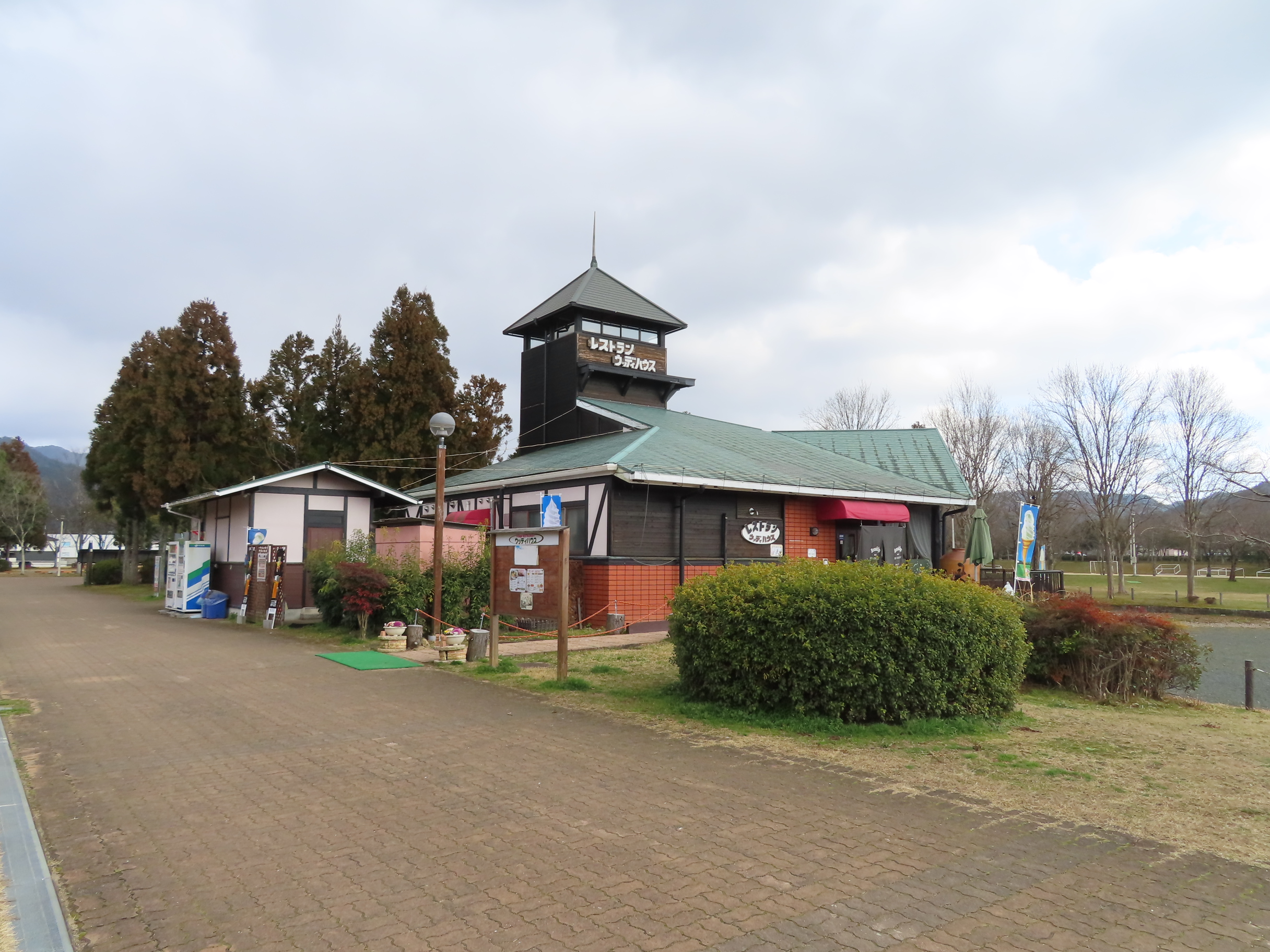
レストラン「ウッディ 奏旬館」

## 木のなんでも市
木の館・1階ホールに「木のなんでも市」を常設している。
兵庫県産木材をはじめ、さまざまな樹種、部位の木材を、表札サイズからテーブル天板程度のサイズまで、いろいろ取り揃えて販売している。掘り出し物もたくさんあり、見ているだけでも楽しめる人気のスペースになっている。また、年2回開催の「木木(もくもく)市」では、大規模な”木材展示販売”を開催している。

## 丹波の森ウッドクラフト展
概要
「丹波の森ウッドクラフト展」は年齢・性別・国籍等を問わず、誰でも応募できる公募展である。2部で構成され、「一般の部」と高校生以下の作品を募る「ジュニアの部」がある。
各々の部毎に募集した作品は審査により、丹波の森ウッドクラフトグランプリ（一般の部のみ買い上げ賞・副賞）、準グランプリ（副賞）、優秀賞など（副賞）などが決定される。その後は、当苑の「木の館」で全ての応募作品の展示と受賞者表彰式が行われる。
歴史
「丹波の森ウッドクラフト展」は、当苑の開苑と同じ昭和63年（1988年）より開催されてきた。賞や部門の若干の変更、そして当初の「全国ウッドクラフト公募展」が、第11回目からは現在の「丹波の森ウッドクラフト展」の名称となって継続されている。
運営と構成
「丹波の森ウッドクラフト展」は兵庫県と地元丹波市が運営費用を負担し、開催している事業である。丹波の森ウッドクラフト展実行委員会は、優れた木工クラフト作品の募集と展示、文化の向上を目的とした「丹波の森ウッドクラフト展」の実施のために設置された機関で、工芸美術関係者・学識経験者・地元自治体関係者・地元関連団体関係者・兵庫県等によって構成されている。
作品賞の一覧
（下記の出典）
【 一般の部 】
- グランプリ（文部科学大臣賞）…副賞50万円(1点)
- 準グランプリ（兵庫県知事賞）…副賞10万円(1点)
- 優秀賞 …副賞3万円(3点)
  - 丹波市長賞
  - 丹波市議会議長賞
  - 丹波市教育長賞
- 新人賞 …副賞3万円(1点)
  - （公財）兵庫丹波の森協会理事長賞
- 特別賞 …副賞三木金物[12](1点)
  - 三木工業協同組合理事長賞
- 佳作 …副賞2万円(3点)
  - 丹波の森ウッドクラフト展実行委員長賞
- 学生賞 …副賞1万円(1点)
  - 丹波市製材協会賞
- みんなが選んだ おきにいり賞 …副賞 丹波特産品[13](1点)
  - 丹波年輪の里館長賞

展示会場
- 兵庫県立丹波年輪の里・木の館ホール[14]

※期間中、全応募作品を展示している。
※過去の「一般の部 グランプリ作品」を当苑内にある「木のおもちゃ展示館」及び、「木の館ホール」にて常設展示している。

## アート・クラフトフェスティバル
アート・クラフトフェスティバルは、1992年（平成4年）より開催されている、アート作家・工芸作家たちが集うイベントである。
木工・陶芸・皮革・ガラス・金属・布・絵画など、全国からクラフト作家たちが集まり、毎年秋に開催されている。
近年では、2日間の開催日程で2万人程度の来場者があり、出展の申し込み者数も増えているなど、盛り上がりを見せている。
個性あふれるデザインのクラフト作品が並んだ芝生広場には、飲食ブースなども出店する。
また、クラフト作品は購入することも可能であり、作家同士の交流や、作家と来場者が直接言葉を交わしながら作品について語り合えるイベントになっている。

## 交通アクセス
（下記の出典）
【自動車】
- 大阪方面から(所要時間75分)： 中国自動車道から以下※へ
- 神戸方面から(所要時間65分)： 新神戸・六甲トンネルから以下※へ

※舞鶴若狭自動車道「春日IC/JCT」→北近畿豊岡自動車道「氷上IC」→国道176号線を南東へ5分
- 但馬方面から：北近畿豊岡自動車道「氷上IC」→国道176号線を南東へ5分
- 無料駐車場(約160台収容)、利用可能時間 09:00～21:00

【鉄道】
- JR 福知山線 柏原駅下車、タクシーで約5分

## 周辺情報
- ゆめタウン丹波
- 丹波市立植野記念美術館
- 柏原八幡宮
- 柏原陣屋
- 木の根橋
- 兵庫県立丹波医療センター
- 丹波市健康センター ミルネ
- 丹波市立看護専門学校

## 所在地
- 兵庫県丹波市柏原町田路102-3